# SN 2009ab
SN 2009ab – supernowa typu Ia odkryta 8 lutego 2009 roku w galaktyce UGC 2998. W momencie odkrycia miała maksymalną jasność 18,60m.